# Rudinice
Rudinice (cyr. Рудинице) – wieś w Czarnogórze, w gminie Plužine. W 2011 roku liczyła 73 mieszkańców.